# Nicolò Marcello
Nicolò Marcello, död 1474, var en venetiansk doge. Han var regerande doge av Venedig 1473–1474. 